# Oscar Abendanon
Oscar Wladimir Abendanon (Paramaribo, 8 september 1913 – 16 augustus 2008) was een Surinaams jurist. Hij is afgestudeerd in de rechten en is lange tijd werkzaam geweest bij het Hof van Justitie waar hij het via griffier bracht tot vicepresident.
Begin 1979 liepen de spanningen op tussen met name de onderofficieren aan de ene kant en de legerleiding en de politici aan de andere kant. Premier en tevens minister van Defensie Henck Arron besloot daarop een onderzoekscommissie in te stellen bestaande uit:
- mr. O.W. Abendanon
- drs. A.R. Boldewijn
- mr. M.J.B. Chehin
- prof.mr. A.J.A. Quintus Bosz
- dr. B.N. Sedoc-Dahlberg

Deze commissie ging in maart van dat jaar onder leiding van de intussen gepensioneerde Abendanon aan het werk. Nadat de commissie-Abendanon ongeveer een half jaar later met aanbevelingen was gekomen werd daar door de politici niets mee gedaan en hun rapport werd geheim verklaard. Als er wel wat met de aanbevelingen was gebeurd had de Sergeantencoup in februari 1980 mogelijk voorkomen kunnen worden.
In september 1980 werd een Bijzonder Gerechtshof geïnstalleerd waarvan hij de president werd. In december van dat jaar werden alle leden van dit hof ontslagen; mogelijk omdat de militaire leiding vond dat de door Abendanon opgelegde straffen te licht waren.
Hij overleed in 2008 op 94-jarige leeftijd.